# Антоновский, Михаил Яковлевич
Михаил Яковлевич Антоновский (1932—2019) — российский учёный в области топологии, доктор физико-математических наук, профессор.

## Биография
Родился в Одессе 20 февраля 1932 года.
Окончил Среднеазиатский государственный университет в Ташкенте и аспирантуру Института математики им. В. И. Романовского АН УзССР. В 1959 г. защитил кандидатскую диссертацию на тему «Кольца гомологий незамкнутых множеств».
С 1959 г. на преподавательской и научной работе в Ташкентском государственном университете им. В. И. Ленина. В 1960 г., в 30-летнем возрасте, защитил докторскую диссертацию «Метрические пространства над полуполями».
После переезда в Москву работал в Центральном экономико-математическом институте АН СССР в области математического моделирования эколого-экономических систем. Затем — зав. отделом в Лаборатории мониторинга природной среды и климата Госкомгидромета СССР и АН СССР, в 1989 г. преобразованной в Институт глобального климата и экологии Росгидромета и РАН (ИГКЭ).
С 2014 г. главный научный сотрудник Международного института прикладного системного анализа (МИПСА).
Умер 11 августа 2019 г.

## Награды
- Государственная премия Узбекской ССР имени А. Бируни (1967)[1]

## Сочинения
- Метрические пространства [Текст] : (Теория и прил.) / М. Я. Антоновский, д-р физ.-мат. наук, проф., А. В. Архангельский, д-р физ.-мат. наук, проф. — Москва : Знание, 1972. — 48 с.; 21 см.
- Теория вероятностей и математическая статистика. Ч. 1. Случайные события [Текст] / М. Я. Антоновский, Ю. Красс. — Москва : НИИШОТСО АПН СССР, 1975. — 203 с. : ил.; 30 см.
- Учебное оборудование на уроках алгебры : 6-й кл. Пособие для учителя. [Пер. с рус.] / М. Я. Антоновский, Г. Г. Левитас. — Каунас : Швиеса, 1982. — 140 с. : ил.; 20 см.
- Учебное оборудование на уроках алгебры : 6-й кл. Пособие для учителя / М. Я. Антоновский, Г. Г. Левитас. — М. : Просвещение, 1980. — 144 с. : ил.; 21 см.
- Топологические полуполя [Текст] / М. Я. Антоновский, В. Г. Болтянский, Т. А. Сарымсаков. — Ташкент : СамГУ, 1960. — 48 с.; 22 см.
- Метрические пространства над полуполями [Текст] / М. Я. Антоновский, В. Г. Болтянский, Т. А. Сарымсаков. — [Ташкент] : [б. и.], [1961]. — 72 с.; 22 см. — (Труды Ташкентского государственного университета им. В. И. Ленина. Математика; Вып. 191).
- Топологические алгебры Буля [Текст] / М. Я. Антоновский, В. Г. Болтянский, Т. А. Сарымсаков. — Ташкент : Изд-во Акад. наук УзССР, 1963. — 132 с.; 21 см. — (Топологические полуполя/ Ин-т математики им. В. И. Романовского АН УзССР. Ташк. гос. ун-т им. В. И. Ленина; 1).
- Математические методы экологического прогнозирования [Текст] / М. Я. Антоновский д. ф.-м. н., С. М. Семенов к. ф.-м. н. — Москва : Знание, 1978. — 64 с. : ил.; 20 см. — (Новое в жизни, науке, технике. Серия «Математика, кибернетика». № 8).
- Комплексы учебного оборудования по математике [Текст] / М. Я. Антоновский, В. Г. Болтянский, М. Б. Волович и др. ; Под ред. чл.-кор. АПН СССР В. Г. Болтянского. — Москва : Педагогика, 1971. — 279 с. : ил.; 22 см.
- М. Я. Антоновский, В. Г. Болтянский, Т. А. Сарымсаков, «Очерк теории топологических полуполей», УМН, 21:4(130) (1966), 185—218;
- М. Я. Антоновский, В. Г. Болтянский, «Тихоновские полуполя и некоторые проблемы общей топологии», УМН, 25:3(153) (1970), 3-48
- М. Я. Антоновский, Д. В. Чудновский, «Некоторые вопросы общей топологии и тихоновские полуполя. II», УМН, 31:3(189) (1976), 71-128